# 小栗杏菜
小栗 杏菜（おぐり あんな、1987年4月15日 - ）は、日本のAV女優。名東所属。
血液型:B型。身長:159cm、スリーサイズ：B83・W58・H84cm。趣味：ネイル・料理、特技：バレーボール

## 略歴
東京都出身。2006年11月に『脱。-nugu-小栗杏菜』でマックス・エー専属女優としてAVデビュー。2007年5月に『kawaii* せるルンルン♪』でアウトビジョン（北都）グループメーカーからセルデビュー。2008年1月、ブログを終了する事を述べ、そのままブログは閉鎖された。

## 作品
2006年
- 脱。-nugu-小栗杏菜（11月29日、マックス・エー）
- 覚醒（12月29日、マックス・エー）

2007年
- MAX GIRLS よくばり大回転（1月16日、マックス・エー）他出演:柚木ティナ、藤森ねね、北原多香子、佐藤ローラ、恋小夜
- 妹の秘密（1月23日、マックス・エー）
- LESBIAN（2月23日、マックス・エー）
- アキバでGO!! （3月30日、マックス・エー）
- PLAY GIRL （4月27日、マックス・エー）
- kawaii* せるルンルン♪（5月25日、kawaii*）
- kawaii*3Pでゴメリンゴ（6月25日、kawaii*）
- kawaii* 学校でセックchu（7月25日、kawaii*）
- 女教師羞恥肉奴隷（8月4日、ヒビノ）
- 狂おしき接吻と情交 新妻と義父（9月6日、ヒビノ）
- 女子高生監禁凌辱 鬼畜輪姦75 引き継がれる恋心（9月7日、アタッカーズ）
- 僕専用 中出し社長秘書（10月18日、ヒビノ）
- 膣痙攣 悶え地獄 女子校生（12月6日、アイエナジー）
- ガチハメ!（12月7日、桃太郎映像出版）
- 嗜虐のインセックス（12月21日、h.m.p）共演:風間ゆみ、川上ゆう、篠原ケイ

2008年
- 大人の玩具（1月1日、シネマジック）
- 禁断の女子寮（1月11日、アウダースジャパン）共演:伊藤あずさ、宝部ゆき、蒼月ひかり
- DOKIレズ 18（1月11日、アウダースジャパン）共演:伊藤あずさ、宝部ゆき、蒼月ひかり
- 近親相姦 妹の、娘の胸が大きいので…（1月12日、隼エージェンシー）他出演:南沙也香、加藤はるな、紅りんご、坂本愛海
- フェラコレ2008冬SP（1月12日、隼エージェンシー）他多数出演
- ハメ☆チェキ!（1月21日、h.m.p）
- となりの美人妻 第4章 5人の美人妻たち（2月9日、隼エージェンシー）他出演:美島涼、梨々花、東野愛鈴、香月藍
- こだわりの手コキ 4時間SP VII（2月9日、隼エージェンシー）他多数出演
- SUPER JUICY AWABI ANOTHERS VI with 快楽地獄 ポルチオエステサロン （3月8日、ベイビーエンターテイメント）
- 中に出してと彼女は言った（3月14日、ビッグモーカル）他出演:鮎川なお、永瀬あき
- 美少女のやわらかな膨らみ（3月15日、ワープエンタテインメント）
- 黒髪女子校生 7（4月11日、ビッグモーカル）他出演:鮎川なお、永瀬あき
- 女教師の欲しがるトロトロ穴（4月11日、LEO）他出演:水澤りの、福原さやか、飯島くらら
- 乳首の弱いカノジョと僕が、互いに乳首を責めあいました。2 撮り下ろし×10編（4月15日、ワープエンタテインメント）他出演:橘れもん、高瀬七海、花野真衣、今野梨乃、ICHIKA、神楽メイ、村上里沙、堀口奈津美
- 狂乱アクメ 執行番号:26（4月22日、プレステージ）
- 禁断の羞恥学園（5月1日、アウダースジャパン）共演:宝月ひかる、瀬戸ひなた、森口あいか
- DOKIレズ 22（5月1日、アウダースジャパン）共演:宝月ひかる、瀬戸ひなた、森口あいか
- レイプ中出し V 理不尽に中出しされた7人のギャル（5月10日 隼エージェンシー）他6名出演
- 強制レイプマニアックス 14（5月23日 メディアバンク）他出演:宝部ゆき、伊吹りこ、中村綾乃、森口あいか、真辺詩音
- 生中出し女子校生4時間 5（6月20日、メディアステーション）他出演:鈴木さとみ、向坂美々、香坂杏奈、小倉あいり、遥ゆりあ、小坂めぐる、桃咲まなみ、桜井春
- ダブルドリーム（6月20日、レアル・ワークス）共演:小日向しおり
- ミニスカニーソMANIAX（6月20日、TMA）他出演:小宮ゆい、仲川咲姫、鈴木千里
- タイトルブルマニア（6月27日、I.B.WORKS）他出演:つぼみ、小宮ゆい、仲川咲姫、鈴木千里
- 張り型チンポ自慰 01（8月1日、ワンズファクトリー）他出演:星野あかり、妃乃ひかり、大沢佑香（晶エリー、新井エリー）、夏川亜咲、堀口奈津美、愛乃彩音、辻さき、浅田ちち、新垣さくら、須真杏里、桐島冴子
- 全裸立ち電マ連続アクメ 4時間（8月8日、TMA）他多数出演